# Nacaduba smaragdina
Nacaduba smaragdina är en fjärilsart som beskrevs av Semper 1890. Nacaduba smaragdina ingår i släktet Nacaduba och familjen juvelvingar. Inga underarter finns listade i Catalogue of Life.